# Représentations diplomatiques en Mauritanie

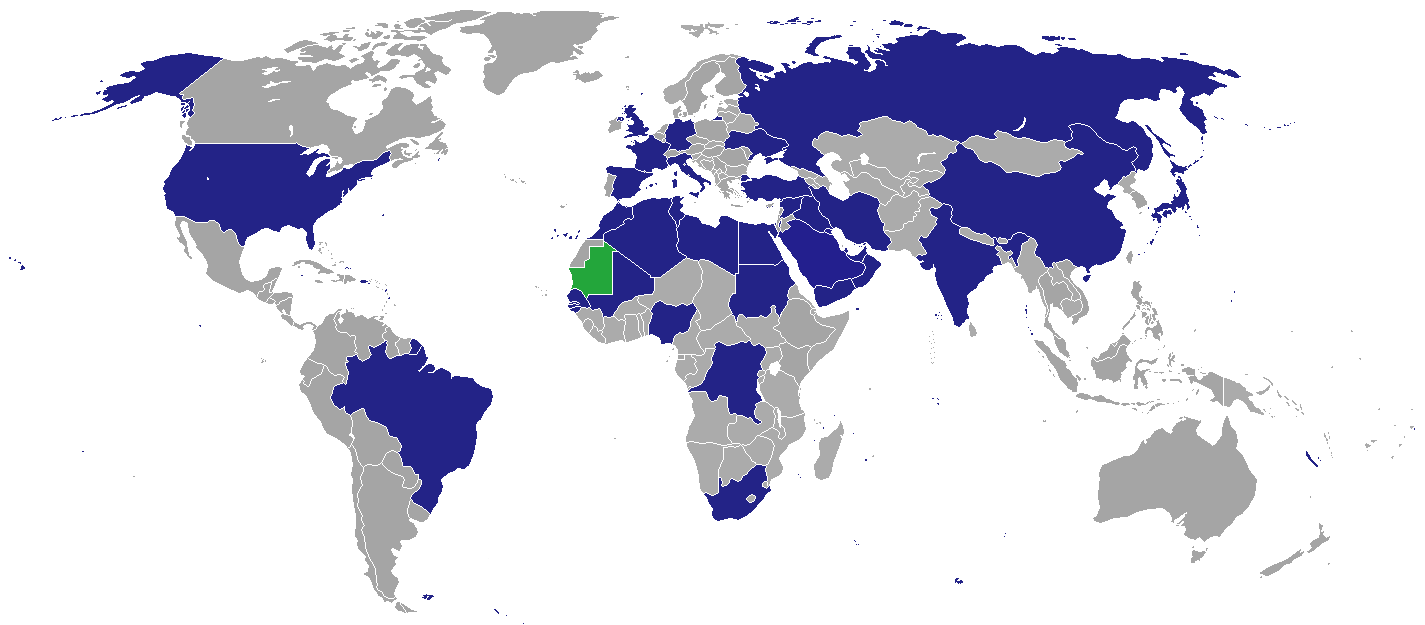
Carte des représentations diplomatiques en Mauritanie

Voici une liste des représentations diplomatiques en Mauritanie. Il y a actuellement 34 ambassades à Nouakchott.

## Ambassades àNouakchott
| - Afrique du Sud - Algérie - Allemagne - Arabie saoudite - Brésil - Chine - Égypte - Émirats arabes unis - Espagne - États-Unis - France - Gambie - Guinée-Bissau - Inde - Irak - Iran - Japon | - Koweït - Libye - Mali - Maroc - Nigeria - Oman - Palestine - République démocratique du Congo - Royaume-Uni - Russie - Sénégal - Soudan - Syrie - Tunisie - Turquie - Ukraine - Yémen |

## Mission
- Union européenne (Délégation)

## Consulats
Nouadhibou
- Algérie Consulat général
- Espagne Consulat général
- Maroc Consulat général

## Ambassades non résidentes
Résident à Rabat (sauf mention contraire).
| - Argentine (Tunis) - Australie (Abuja) - Autriche - Azerbaïdjan - Belgique - Cameroun (Dakar) - Canada - Chili (Alger) - Chypre (Tripoli) - Corée du Nord (Abuja) - Corée du Sud - Croatie - Cuba (Alger) - Danemark - Grèce | - Italie (Dakar) - Lesotho (Tripoli) - Malte (La Valette) - Mexique (Alger) - Norvège - Pays-Bas (Dakar) - Pologne - Portugal (Dakar) - Roumanie (Dakar) - Serbie (New York) - Slovaquie (Tripoli) - Suède (Bamako) - Suisse (Dakar) - Tanzanie (Abuja) - Viêt Nam |